# Мон-Нимба
Маунт-Нимба, или Мон-Нимба, — природоохранная зона в горах Нимба на территории Гвинеи и Кот-д’Ивуара. Территория с 1981 года входит в список объектов Всемирного наследия, причём в 1992 году она была также включена в список объектов под угрозой уничтожения. Кроме того, гвинейская территория Мон-Нимба входит во всемирную сеть биосферных резерватов с 1980 года.

## Физико-географическая характеристика
На территории резервата находится самая высокая вершина Гвинеи и Кот-д’Ивуара — гора Ричард-Молар, высота которой составляет 1752 метра, по ней проходит граница между странами. Гора, поросшая густым лесом и горными лугами, возвышается над окружающей саванной.
Согласно концепции зонирования резерватов общая площадь территории, которая составляет 1452 км², разделена на три основные зоны: ядро — 217,8 км², буферная зона — 351,4 км², зона сотрудничества — 882,8 км².
Наиболее засушливой частью резервата является территория, расположенная в Гвинее, где уровень осадков составляет 2000 мм в год.

## Флора и фауна
В резервате представлены три основных типа растительности: горные луга, леса и саванна. На вершине горы растут луга, с основным видом Loudetia kagerensis. Ниже по склону встречаются Protea occidentalis, а затем миртовые (Myrtaceae) и Cyathula cylindrica. На высотах от 1000 до 1600 метров саванна перемежается водоохранными лесами. Леса в основном расположены в долинах и у подножия горы с такими характерными видами как триплохитон твердосмолый (Triplochiton scleroxylon), Chlorophora regia, Morus mesozygia, Terminalia ivorensis, лофира крылатая (Lophira procera), Tarrietia utilis и Mapania.
На территории резервата обитают и эндемики. Здесь водится живородящая жаба (Nimbaphrynoides occidentalis), а также западный подвид шимпанзе.

## Взаимоотношение с человеком
В 1944 году на территории Гвинеи и Кот-д’Ивуара был объявлен строгий природный резерват Мон-Нимба. В 1970-х годах в горах велась интенсивная добыча полезных ископаемых. В начале 1980-х годов трансграничный резерват стал объектом Всемирного наследия и биосферным резерватом.
В 1992 году резерват был включён в список объектов под угрозой уничтожения. Среди основных причин были названы добыча полезных ископаемых в регионе, а также приток беженцев. По результатам осмотра территории в 1993 году были приняты новые границы объекта Всемирного наследия в Гвинее. В настоящее время резерват в ней занимает 125,4 км².
Основные проблемы связаны с добычей полезных ископаемых в регионе, а также строительством автодороги между Nzérékoré и Danane.